# 莫羅霍韋齊
50°16′25″N 36°28′5″E / 50.27361°N 36.46806°E
莫羅霍韋齊（烏克蘭語：Мороховець）是位於烏克蘭東部的村莊，由哈爾科夫州哈爾科夫區的利普齊市鎮負責管轄。該村始建於1730年，面積0.3平方公里，海拔高度165米，2001年人口44，人口密度每平方公里146.7人。
2024年5月12日，俄羅斯聲稱佔領當地。